# Béni Makouana
Béni Makouana (* 28. September 2002 in Brazzaville) ist ein kongolesischer Fußballspieler, der aktuell beim FC Polissya Zhytomyr in der Ukraine spielt.

## Karriere

### Verein
Makouana begann seine fußballerische Ausbildung bei Mannschaften im Kongo wie dem CSO Espoir, dem AC Mbila Sport, Ajax de Ouenzé oder der JS Poto-Poto. Im Sommer 2017 wechselte er zu Diables Noirs, mit denen er im Jahr 2018 auch den kongolesischen Fußballpokal gewann. Für die Spielzeit 2020/21 wurde er an die Académie SOAR verliehen.
Im Oktober 2020 wechselte er dann nach Frankreich in die Ligue 1 zum HSC Montpellier. Am ersten Spieltag der Saison 2021/22 debütierte Makouana in der Ligue 1 im Profibereich nach später Einwechslung gegen Olympique Marseille. Die gesamte Spielzeit beendete er mit 23 Ligaeinsätzen und zwei Pokalspielen, in denen er einmal traf.
Im Sommer 2023 wechselte er in die Ukraine zum FC Polissya Zhytomyr.

### Nationalmannschaft
In der Afrika-Cup-Qualifikation debütierte er im Oktober 2018 nach Einwechslung bei einem 3:1-Sieg über Liberia für die kongolesische A-Nationalmannschaft. Im Jahr 2021 spielte er in der WM-Qualifikation fünfmal, scheiterte mit der Nationalmannschaft jedoch ohne Sieg.

## Erfolge
Diables Noirs
- Kongolesischer Pokalsieger: 2018